# Robin Budd
Robin Budd és un director d'animació, conegut per dirigir sèries com Ruby Gloom o Beetlejuice, també va dirigir Return to Never Land. El 1990 fou premiat per Beetlejuice al Daytime Emmy Award al millor programa d'animació infantil. El 2008 fou nominat per Ruby Gloom, Gemini Award al millor director de programa o sèrie d'animació

## Filmografia
- Beetlejuice (sèrie de televisió, 1992)
- Return to Never Land (pel·lícula, 2002)
- Gerald McBoing-Boing (curtmetratge, 2005)
- Ruby Gloom (sèrie de televisió, 2006)

## Premis i nominacions

### Premis
- 1990. Daytime Emmy Award al millor programa d'animació per Beetlejuice